# الجمعية الخيرية بدمشق
الجمعية الخيرية بدمشق هي جمعية إصلاحية أسست في عام 1878 بدمشق في عهد مدحت باشا. شارك في تأسيسها الشيخ طاهر الجزائري، وتعتبر الجمعية الأساس الذي قام عليه التعليم الحديث في دمشق، إذ تحولت لاحقا إلى «ديوان المعارف». وحظيت هذه الجمعية بدعم الوالي التركي في ذلك الوقت مدحت باشا، وقامت بفتح مدارس كثيرة لمواجهة تحدي النشاط التعليمي للإرساليات التبشيرية التي توالت على دمشق حينها.

## تاريخ
تأسست الجمعية الخيرية عام 1878 في مدينة دمشق، وعملت على افتتاح المدارس وإنقاذ أبنية المدارس القديمة وجمع المخطوطات المتوزعة في مساجد دمشق ومدارسها، وإنشاء المكتبة الظاهرية؛ أول مكتبة عامة حكومية في سوريا بموافقة والي سوريا مدحت باشا في عام 1879. ومن أبرز قادتها: الشيخ طاهر الجزائري، سليم الجزائري، رفيق العظم، سليم البخاري، محمد كرد علي، فارس الخوري.